# Forças Armadas da Albânia

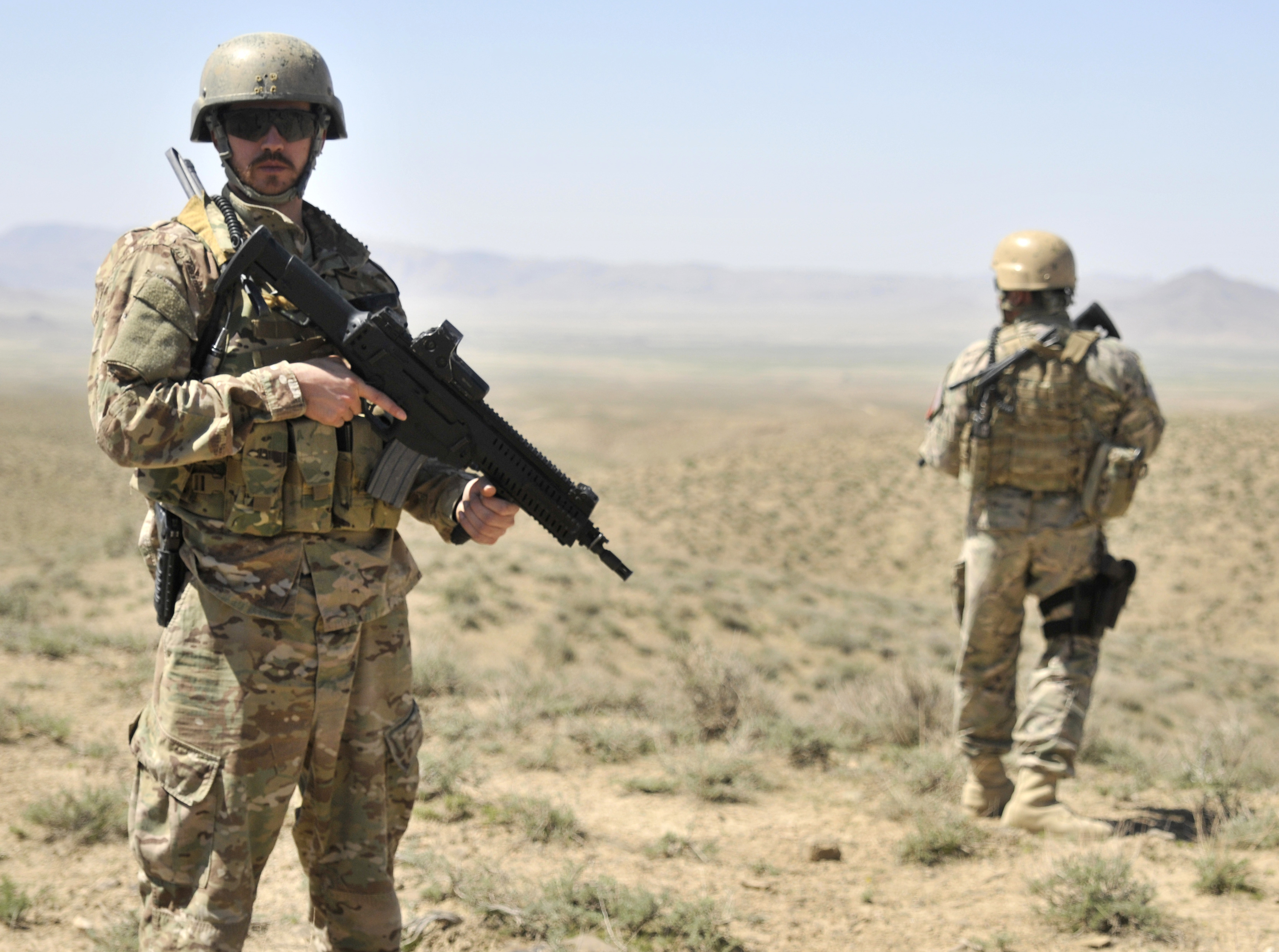
Soldados albaneses no Afeganistão.

As Forças Armadas da Albânia (FAA) (em albanês: Forcat e Armatosura tė Shqipërisë - FASH) são as forças armadas da Albânia, formadas logo após a independência do país em 1912. Hoje ela é constituída da sede do Estado-Maior, o Comando das Forças Conjuntas da Albânia, o Comando de Apoio da Albânia e o Comando da Formação e Doutrina da Albânia.
Também possui os três ramos principais: As Forças Terrestres, a Força Aérea e a Marinha.